# Joaquín Maya
Joaquín Maya Ecenarro (Pamplona, 11 de enero de 1838 –ibid. 15 de abril de 1926)  fue un organista, compositor y profesor de música español. Le tocó vivir, y participar en «los tiempos de mayor apogeo del arte musical en Navarra» donde, de una manera u otra, surgieron y concurrieron nombres como Emilio Arrieta, Hilarión Eslava, Julián Gayarre, Pablo Sarasate, Juan María Guelbenzu, Dámaso Zabalza o Joaquín Larregla. Fue algo que no pasó desapercibido a escritores y críticos como Benito Pérez Galdós:

«Pablo Sarasate es navarro. Ya he dicho en otra ocasión que todos los músicos españoles son navarros.
Lo es Gayarre, lo es Arrieta y lo fueron Guelbenzu y Eslava.

¿Qué tendrá aquella tierra para ser tan preferida de la musa Euterpe, que siempre va a allí a dar a luz a sus hijos.»
B. Pérez Galdós, Obras inéditas, vol. 2, pág. 26)

También fue testigo, y partícipe, de una época donde coincide con Mariano García Zalba, y donde  se pasó del aprendizaje musical en las capillas de música a poder realizarlo en las nuevas instituciones civiles (Orfeón Pamplonés, Orquesta Santa Cecilia, Academia Municipal de Música de Pamplona) que surgen de la mano, o cuentan con la intervención, de Joaquín Maya.

## Biografía
Era hijo de Antonio Maya, carpintero de Aranaz (Navarra), y de Ángela Ecenarro, de San Sebastián (Guipúzcoa). Era el cuarto de cinco hermanos (tres chicas, las mayores, y dos chicos, los menores). La hermana mayor, llamada Joaquina, nació en San Sebastián. En 1826 se trasladaron a Pamplona donde nacerían el resto de la familia. Establecidos en la calle Compañía, se alojó con ellos, como huésped, un capellán, Antonio Astiz con quien Joaquín forjaría una amistad de por vida.
En 1844, con poca diferencia de meses, fallecen sus padres cuando Joaquín tenía sólo 6 años. Así, el 16 de julio de 1844 es admitido como infantico, es decir, como niño de coro que durante ocho años recibía la instrucción de los infantes. Este grupo, compuesto por seis o siete niños que convivían juntos, tuvo por maestro de infantes a Fermín Ruiz de Galarreta que también era salmista de la catedral de Pamplona. Aquí radica la explicación de que el grueso de su obra compositiva posterior esté dominado por obras religiosas.
El 12 de octubre de 1851 acaba su formación de infante. Intenta que lo readmitan, sin éxito, y aun así, de forma voluntaria y gratuita, continua colaborando (con el violín, el violonchelo, el contrabajo o el órgano). Estudió composición con el organista principal de la catedral de Pamplona, Damián Sanz, siendo Buenaventura Iñíguez otro de sus alumnos de entonces.
En 1952, con catorce años, ejercía en propiedad el cargo de organista de la parroquia de San Juan Bautista de Pamplona cargo que mantendrá hasta su jubilación.
El 26 de julio de 1858 contrae matrimonio con Epifanía Barandalla, hija de Felipe Barandalla, campanero de la catedral cuya familia al completo vivía en la torre y a donde se trasladará a vivir con ella. Del matrimonio nacerá al año siguiente Fidel Maya Barandalla (Pamplona, 1859 - Gijón, 1918) que siguió una carrera profesional igualmente dedicada a la música.
En 1859 fue nombrado profesor de piano de la Academia Municipal de Música donde, además, ejerció los cargos de profesor de armonía, piano y solfeo. Entonces era director García Zalba (1858–1869) y poco después lo será él (1893-1914) hasta su jubilación el 31 de diciembre de 1913.
El 19 de marzo de 1865 se inaugura el Orfeón Pamplonés, cuyo primer presidente es Conrado García Pastor, y es nombrado director.
En 1879 se crea la Sociedad de Conciertos Santa Cecilia y es nombrado director. Con ella llegará a dar conciertos donde tomarán parte artistas navarros como Julián Gayarre, Pablo Sarasate, Juan María Guelbenzu, Dámaso Zabalza o Joaquín Larregla.
En 1881 la Diputación Foral de Navarra estableció la enseñanza de la música en la Escuela Normal de Maestros de Navarra nombrándole profesor.
En 1900 fallece su esposa Epifanía. Para entonces, además de Fidel, habían tenidos dos niñas (1860 y 1862), que fallecieron en 1863 con tres años y quince meses, un niño (1864) que murió en 1885, durante la epidemia de cólera, y otras dos niñas más, Carmen (1867) y Maravillas (1873) que sí sobrevivirían a los padres. Maravillas acompañó, atendió y cuidó de su padre hasta el 15 de abril de 1926 en que falleció.

## Premios y reconocimientos
- Desde 20 de octubre de 1919, académico correspondiente de la Real de Bellas Artes de San Fernando.[15]
- En Pamplona existe una Escuela de Música Joaquín Maya, nombrada en su honor, que continúa su espíritu educativo.